# Sven Liljeblad

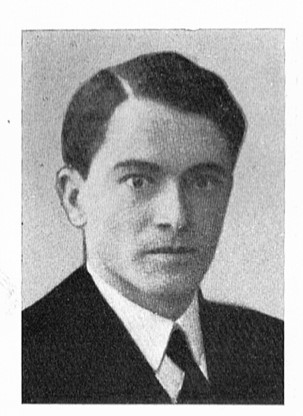
Porträttfoto av Liljeblad, cirka 1930-tal.

Sven Samuel Liljeblad, född 30 maj 1899 i Jönköping, död 17 mars 2000 i Stockholm, var en svensk etnolog och folklorist som även var verksam i USA.

## Biografi
Sven Liljeblad var lärjunge till folkloristen Carl Wilhelm von Sydow. Han disputerade i folkminnesforskning vid Lunds universitet 1927 och undervisade som docent vid Lunds universitet till 1936. Han organiserade det svenska etnologiska arkivet i Uppsala och arkivet hos Department of Irish Folklore under slutet av 1920-talet. Han var en motståndare till nazifieringen av den inflytelserika tyska folkloristiska forskningen under 1930-talets senare hälft och sökte sig till USA. Han studerade som Sverige-Amerika Stiftelsen-stipendiat (Anders Zorns stipendium) språk, kultur och traditioner hos den amerikanska ursprungsbefolkningen i USA från 1939. Från 1945 arbetade van två år vid Harvard University.
Han var professor i antropologi vid Idaho State University, Pocatello. i USA, från slutet av 1940-talet. och på University of Nevada 1976-83. Han återvände till Sverige 1991. År 1992 blev han hedersmedlem i Shoshone Paiute-stammarna i Duck Valley Reservation i Owyhee i Nevada. 
Han var gift med Astrid von Heijne (1909-2010) från 1949.
Svens Liljeblads efterlämnade dokument finns på Lunds universitetsbibliotek. Hans etnografiska material om Great Basinindianer finns på Special Collections Library vid University of Nevada i Reno.